# Królowe Królestwa Włoch (1861–1946)
Królowe Królestwa Włoch (1861–1946) – trzy królowe, które były żonami władców z dynastii sabaudzkiej rządzących Królestwem Włoch od chwili zjednoczenia w 1861 roku do 1946 roku, kiedy to 2 czerwca odbyło się referendum konstytucyjne, w którym 54,3% obywateli opowiedziało się za zniesieniem monarchii i wprowadzeniem ustroju republikańskiego.
| Wizerunek | Imię                    | Daty życia                                              | Lata panowania | Ojciec i matka                                 | Mąż                |
| --------- | ----------------------- | ------------------------------------------------------- | -------------- | ---------------------------------------------- | ------------------ |
|           | Małgorzata Sabaudzka    | 20 listopada 1851 Turyn – 4 stycznia 1926 Bordighera    | 1878–1900      | Ferdynand Sabaudzki Elżbieta Saksońska         | Humbert I          |
|           | Helena Petrowić-Niegosz | 8 stycznia 1873 Cetynia – 28 listopada 1952 Montpellier | 1900–1946      | Mikołaj I Petrowić-Niegosz Milena Czarnogórska | Wiktor Emanuel III |
|           | Maria Józefa Belgijska  | 4 sierpnia 1906 Ostenda – 27 stycznia 2001 Genewa       | 1946           | Albert I Koburg Elżbieta Gabriela Bawarska     | Humbert II         |